# Wilfried Töpfer
Wilfried Töpfer (* 23. August 1945 in Wesermünde) ist ein deutscher Politiker (SPD) in Bremerhaven. Er war Verwaltungsbeamter und ab 1975 Mitglied der Bremischen Bürgerschaft.

## Biografie
Töpfer ist evangelisch, erhielt nach Besuch der Realschule die Mittlere Reife und war nach einer 1962 bbis 1964 absolvierten Lehre bei der IHK Bremerhaven, dem Wehrdienst und 1970 und 1973 bestandenen Verwaltungsprüfungen als Verwaltungsbeamter in Bremen tätig. Ab 1964 war er in Bremerhaven bei der IHK und ab 1967 beim Magistrat (bis 1973 als Angestellter, dann als Beamter) tätig. Er ist verheiratet und hat zwei Kinder.

### Politik
Töpfer ist seit 1967 Mitglied der SPD. 
Von 1975 bis zum 7. Januar 2002 war er fast 27 Jahre lang Mitglied der Bremischen Bürgerschaft und in zahlreichen Deputationen und Ausschüssen der Bürgerschaft tätig. Von 1991 bis 1995 war er Stellvertretender Vorsitzender des Untersuchungsausschusses zur Personalbesetzung. Von 1995 bis 1999 war er Stellvertretender Fraktionsvorsitzender und Vorsitzender des Ausschusses für die Häfen im Lande Bremen. 
Er wurde dann Stadtrat und war von 2002 bis zum 6. Januar 2008 Dezernent für Soziales, Jugend und Gesundheit der Seestadt Bremerhaven. Sein Nachfolger als Stadtrat wurde Melf Grantz.

### Weitere Mitgliedschaften
- Er ist seit der Gründung (2003) Vorsitzender des Fördervereins Waldkindergarten in Bremerhaven.
- Auf Grund seiner Initiative und als Aufsichtsratsvorsitzender des Krankenhauses wurde 2008 der Förderverein Klinikum Bremerhaven Reinkenheide gegründet.